# ستون روشنی
ستون روشنی از زمره ایزدان مانوی است که طبق منابع مانوی وظیفه آن انتقال دادن ارواح درگذشتگان پاک و فروزه‌های نورانی به سوی ماه و سپس خورشید و نهایت بهشت نو می‌باشد و برابر کهکشان راه شیری قرار دارد.